# Seksuel selektion
Seksuel selektion er en evolutionær mekanisme, der frasorterer mindre attraktive individer i kampen om parring og seksuel reproduktion. Konkurrencen mellem individer af det samme køn kan resultere i opsigtsvækkende modifikationer af arten – til tider sker det, at den seksuelle selektion løber løbsk og modvirker den naturlige selektion (altså bliver arten mindre tilpasset til omgivelserne). I ekstreme tilfælde kan seksuel selektion resultere i såkaldt "runaway".

## Eksterne links
- Sådan fungerer evolutionen. Videnskab.dk 2011
- The Complete Work of Charles Darwin Online Arkiveret 7. december 2008 hos  Wayback Machine